# 松村好子
松村好子（1941年12月9日—），大阪府出身，是一名日本前排球运动员。她曾在1964年夏季奥林匹克运动会中，参加了女子排球比赛并获得金牌。该届奥运后，她正式退役。